# Solveig Hellquist
Karin Solveig Hellquist, född 31 januari 1949 i Björna församling i Västernorrlands län, är en svensk politiker (folkpartist) och socionom. Hon var ordinarie riksdagsledamot 2002–2010, invald för Västernorrlands läns valkrets.

## Biografi
Solveig Hellquist avlade socionomexamen 1976 vid Umeå universitet och har arbetat som socialsekreterare och socialkonsulent. Hon är sedan 2005 bosatt i Sundsvalls kommun.[källa behövs]
Hellquist var ordinarie riksdagsledamot 2002–2010. I riksdagen var hon ledamot i socialförsäkringsutskottet 2006, kulturutskottet 2006–2009 och riksdagens valberedning 2006–2010. Hon var även suppleant i arbetsmarknadsutskottet, bostadsutskottet, kulturutskottet, socialförsäkringsutskottet och socialutskottet.
Hon var ordförande i riksdagens tvärpolitiska barngrupp och har varit ordförande i Liberala kvinnor och varit med i Talmannens kvinnliga nätverk.[källa behövs]
Hellquist har motionerat i riksdagen om bland annat kastrering av katter, dietister i skola och äldreomsorg, hemlöshet, psykiskt störda missbrukare, barnfattigdom, en förstärkt skolhälsovård med mera.[källa behövs]